# Andy van der Meijde
Andy van der Meijde (Arnhem, 30 september 1979), is een voormalig Nederlands profvoetballer.
Voornamelijk speelde hij als rechtsbuiten.
Na een verhuurperiode bij FC Twente maakte Van der Meijde tussen 2000 en 2003 furore bij Ajax, de club die hem ook opleidde. Hij won er de landstitel, de beker en de Johan Cruijff Schaal en maakte vervolgens de overstap naar het buitenland. Bij Inter Milaan en Everton wist hij het (mede door privéproblemen) echter niet waar te maken. Van der Meijde stond ook kortstondig onder contract bij PSV, alvorens hij in 2010 zijn professionele loopbaan beëindigde. Van der Meijde speelde in totaal zeventien interlands voor het Nederlands Elftal, waarmee hij actief was op Euro 2004.
In 2011 trok hij echter z'n voetbalschoenen terug aan en speelde voor één seizoen bij amateurvoetbalclub, WKE '16.
Na zijn profcarrière in het voetbal, kwam in 2012 zijn biografie Geen genade uit. Deze werd een bestseller en onthulde hoe verslavingen zijn spelersloopbaan en privéleven verwoestten. Hierop volgend werd Van der Meijde bekend als tv-persoonlijkheid door optredens in verschillende realityprogramma's.

## Clubcarrière

### Ajax
Van der Meijde begon in 1989 met voetballen bij amateurclub Vitesse uit Arnhem. Hij werd gescout door Ajax en in 1993 kwam hij daar in de jeugdopleiding te spelen. Hij behoorde tot de zogenoemde Golden Boys-generatie; de succesvolle A1 uit 1997/98 waarvan Van der Meijde als een van de weinigen echt door wist te breken. Zijn debuut in het eerste elftal maakte hij op 12 november 1997 in een wedstrijd tegen FC Twente. Zijn Europese debuut maakte hij op 17 maart 1998, uit bij Spartak Moskou (1-0 verlies) in de UEFA Cup.

### FC Twente (huurbasis)
Omdat de Amsterdamse club vond dat Van der Meijde niet genoeg progressie maakte, werd hij één seizoen uitgeleend aan FC Twente. Op 15 augustus 1999 debuteerde hij er. Op 24 augustus 1999 maakte hij zijn eerste officiële doelpunt voor Twente in een bekerwedstrijd tegen SV Urk die met 9-0 werd gewonnen. Dit was ook zijn allereerste officiële doelpunt in het betaald voetbal. Zijn eerste doelpunt in de Eredivisie scoorde hij op 4 december 1999 uit bij MVV Maastricht (2-0 winst). In het seizoen 1999/2000 speelde hij uiteindelijk 34 wedstrijden, waarin hij in totaal 3 doelpunten maakte.

### Ajax (tweede periode)
Onder Ajax's nieuwe hoofdtrainer Co Adriaanse kon Van der Meijde bij aanvang van het seizoen 2000/2001 weer aansluiten bij Ajax 1. Op 18 februari 2001 scoorde hij zijn eerste officiële doelpunt voor Ajax in de competitiewedstrijd tegen Sparta Rotterdam (9-0 winst). Dat seizoen speelde hij 27 competitiewedstrijden.
Van der Meijde groeide vervolgens uit tot basisspeler in een elftal met spelers als Zlatan Ibrahimović, Christian Chivu, Maxwell, Rafael van der Vaart, Wesley Sneijder, Nigel de Jong en John Heitinga. Onder Ronald Koeman, opvolger van Adriaanse na diens ontslag in november 2001, werd in 2002 de dubbel gewonnen en haalde Ajax in 2003 de kwartfinale van de Champions League, die verloren werd van AC Milan door een goal in de laatste minuut. Van der Meijde scoorde zijn enige Europese doelpunt voor Ajax in de CL-wedstrijd uit bij AS Roma (1-1). Dit doelpunt scoorde hij slechts 36 seconden na de aftrap.

### Inter Milaan
In de zomer van 2003 werd Van der Meijde door Ajax voor zeven miljoen euro getransfereerd naar Inter Milaan, in de Italiaanse Serie A. Op 31 augustus 2003 maakte hij zijn debuut in een competitiewedstrijd thuis tegen Modena (2-0 winst). Zijn eerste competitiedoelpunt scoorde hij op 22 november 2003 thuis tegen Reggina. Op 17 september 2003 maakte Van der Meijde zijn Europese debuut voor 'Internazionale' in de Champions League-wedstrijd uit tegen Arsenal. Daarin scoorde hij ook meteen zijn eerste Europese doelpunt voor 'Inter'.
Met deze club won Van der Meijde in 2005 de Coppa Italia. Hij was er echter nooit zeker van een basisplaats en wist het er uiteindelijk niet waar te maken. Desondanks kwam hij in twee seizoenen tot 54 officiële wedstrijden waarin hij amper 4 keer het doel wist te vinden.

### Everton
In 2005 vertrok Van der Meijde bij Inter Milaan en ging hij naar Everton, in de Engelse Premier League. Zijn debuut maakte hij op 29 oktober 2005 in een competitiewedstrijd uit bij Birmingham City (1-0 winst). In vier seizoenen speelde hij uiteindelijk slechts 24 wedstrijden, waarin hij opnieuw 4 keer scoorde. Eén van Van der Meijde's weinige hoogtepunten was in februari 2009 de assist die hij gaf op Dan Gosling, die daarmee tegen aartsrivaal Liverpool de winnende treffer scoorde in de vierde ronde van de FA Cup.
Van der Meijde kwam in zijn periode in Engeland vooral negatief in het nieuws met berichten over disciplinaire geldstraffen en schorsingen, een ziekenhuisopname na een avondje uit, (terecht gebleken) beschuldigingen van alcoholisme en een inbraak in zijn woning.
Nadat zijn contract afliep in juni 2009 werd hij clubloos. Hierop trainde hij mee bij zijn voormalige club Ajax, waar hij bij het jeugdelftal zijn conditie op peil hield.

### PSV
Op 3 maart 2010 tekende Van der Meijde een contract bij PSV voor de rest van het seizoen 2009/2010. PSV nam in dit contract een eenzijdige optie op om dit daarna eventueel met twee jaar te verlengen. Van der Meijde werd buiten de transferperiode aangetrokken, maar dit was toegestaan vanwege zijn clubloze status. Trainer Fred Rutten wilde hem hebben om het verlies van Danko Lazović op te vangen. Die vertrok in maart naar Zenit Sint-Petersburg, in Rusland. Rutten was eerder Van der Meijde's trainer bij FC Twente. Op 25 mei 2010 maakte PSV bekend geen gebruik te maken van de tweejarige optie in het contract met Van der Meijde. Hij werd in het eerste elftal van PSV in geen enkele officiële wedstrijd geselecteerd.
Doordat hij geen andere geschikte club meer kon vinden besloot hij dat jaar op 25 februari een punt achter zijn voetballoopbaan te zetten.
In het najaar van 2011 besloot hij zich aan de sluiten bij amateur voetbalploeg WKE '16 uit Emmen. Hier speelde hij één seizoen.
In 2015 besloot hij het voetbal opnieuw op te pakken en ging Van der Meijde met ingang van het seizoen 2015/2016 spelen voor ASV Alexandria uit Apeldoorn.

## Interlandcarrière

### Nederlands Elftal
Na als jeugdspeler van Ajax voor alle vertegenwoordigende elftallen van de KNVB al wedstrijden gespeeld te hebben maakte Van der Meijde op 19 mei 2002 onder bondscoach Dick Advocaat zijn debuut voor het Nederlands Elftal. In een met 2-0 gewonnen oefenwedstrijd tegen de Verenigde Staten nam hij de tweede treffer voor zijn rekening.
Op Euro 2004 was Van der Meijde in vier van de vijf wedstrijden basisspeler. Op dat toernooi gaf hij in de groepswedstrijd tegen Duitsland een belangrijke assist op Ruud van Nistelrooij, die daarmee de 1-1-eindstand bepaalde. Na het EK, waar Nederland de halve finale haalde, werd Van der Meijde niet meer opgeroepen. In totaal speelde hij zeventien interlands waarin hij 1 keer scoorde.

## Statistieken
| Seizoen         | Club               |                    | Competitie      | Competitie | Competitie | Beker | Beker | Internationaal | Internationaal | Overig | Overig | Totaal | Totaal |
| Seizoen         | Club               | Wed.               | Competitie      | Dlp.       | Wed.       | Dlp.  | Wed.  | Dlp.           | Wed.           | Dlp.   | Wed.   | Dlp.   |        |
| --------------- | ------------------ | ------------------ | --------------- | ---------- | ---------- | ----- | ----- | -------------- | -------------- | ------ | ------ | ------ | ------ |
| 1997/98         | Ajax               | Vlag van Nederland | Eredivisie      | 4          | 0          | 1     | 0     | 1              | 0              | —      | —      | 6      | 0      |
| 1998/99         | Ajax               | Vlag van Nederland | Eredivisie      | 1          | 0          | 0     | 0     | 0              | 0              | 0      | 0      | 1      | 0      |
| Club totaal     | Club totaal        | Club totaal        | Club totaal     | 5          | 0          | 1     | 0     | 1              | 0              | 0      | 0      | 7      | 0      |
| 1999/00         | → FC Twente (huur) | Vlag van Nederland | Eredivisie      | 32         | 2          | 4     | 1     | —              | —              | —      | —      | 36     | 3      |
| Club totaal     | Club totaal        | Club totaal        | Club totaal     | 32         | 2          | 4     | 1     | 0              | 0              | 0      | 0      | 36     | 3      |
| 2000/01         | Ajax               | Vlag van Nederland | Eredivisie      | 27         | 2          | 1     | 0     | 3              | 0              | —      | —      | 31     | 2      |
| 2001/02         | Ajax               | Vlag van Nederland | Eredivisie      | 30         | 5          | 4     | 2     | 5              | 0              | —      | —      | 39     | 7      |
| 2002/03         | Ajax               | Vlag van Nederland | Eredivisie      | 29         | 11         | 2     | 0     | 12             | 1              | 1      | 0      | 44     | 12     |
| Club totaal     | Club totaal        | Club totaal        | Club totaal     | 91         | 18         | 8     | 2     | 21             | 1              | 1      | 0      | 121    | 21     |
| 2003/04         | Internazionale     | Vlag van Italië    | Serie A         | 14         | 1          | 3     | 1     | 7              | 1              | —      | —      | 24     | 3      |
| 2004/05         | Internazionale     | Vlag van Italië    | Serie A         | 18         | 0          | 5     | 0     | 6              | 1              | —      | —      | 29     | 1      |
| Club totaal     | Club totaal        | Club totaal        | Club totaal     | 32         | 1          | 8     | 1     | 13             | 2              | 0      | 0      | 53     | 4      |
| 2005/06         | Everton            | Vlag van Engeland  | Premier League  | 10         | 0          | 1     | 0     | 0              | 0              | —      | —      | 11     | 0      |
| 2006/07         | Everton            | Vlag van Engeland  | Premier League  | 8          | 0          | 2     | 0     | —              | —              | —      | —      | 10     | 0      |
| 2007/08         | Everton            | Vlag van Engeland  | Premier League  | 0          | 0          | 0     | 0     | 0              | 0              | —      | —      | 0      | 0      |
| 2008/09         | Everton            | Vlag van Engeland  | Premier League  | 2          | 0          | 1     | 0     | 0              | 0              | —      | —      | 3      | 0      |
| Club totaal     | Club totaal        | Club totaal        | Club totaal     | 20         | 0          | 4     | 0     | 0              | 0              | 0      | 0      | 24     | 0      |
| 2009/10         | PSV                | Vlag van Nederland | Eredivisie      | 0          | 0          | 0     | 0     | 0              | 0              | —      | —      | 0      | 0      |
| Club totaal     | Club totaal        | Club totaal        | Club totaal     | 0          | 0          | 0     | 0     | 0              | 0              | 0      | 0      | 0      | 0      |
| Carrière totaal | Carrière totaal    | Carrière totaal    | Carrière totaal | 181        | 21         | 24    | 4     | 34             | 3              | 1      | 0      | 240    | 28     |

1 N.B. Dit betreft een clubtotaal, dus een totaal van beide periodes bij AFC Ajax.

## Erelijst
Ajax
- Eredivisie: 1997/98, 2001/02
- KNVB beker: 1997/98, 1998/99, 2001/02
- Johan Cruijff Schaal: 2002

 Internazionale
- Coppa Italia: 2004/05

## Geen genade
In november 2012 kwam zijn biografie Geen genade uit. In het boek, geschreven door toenmalig VI-journalist Thijs Slegers, staat beschreven hoe Van der Meijdes drang naar seks, drank en drugs zijn carrière als profvoetballer en privéleven ruïneerde. Geen genade werd een bestseller en werd meer dan honderdduizend keer verkocht. Het boek staat op de negende plaats van de bestverkochte boeken van Nederland in 2012. In januari 2013 werd bekend dat het boek verfilmd gaat worden. Robert Jan Westdijk zal de film regisseren.

## Privéleven
Van der Meijde heeft een relatie met model Melisa Schaufeli. Hij is vader van vijf dochters. Ook heeft hij een stiefzoon in zijn huidige relatie.
Van der Meijde liet ooit de naam van voetbalclub Ajax in Gotische letters op zijn kuit tatoeëren. Dit werd een onderwerp van gesprek nadat hij in maart 2010 een contract tekende bij titelconcurrent PSV. In een televisie-interview met Omroep Brabant op 4 maart 2010 vertelde Van der Meijde niettemin dat de bewuste tatoeage 'al lang weg was' en dat dit al zo was voordat hij in Eindhoven tekende. Tijdens zijn periode bij Everton heeft hij zijn Ajax-tatoeage om laten zetten in een afbeelding van een koi-karper. Later, na zijn periode bij PSV, heeft hij het oude logo van Ajax op zijn been laten tatoeëren.
Tegenwoordig traint hij intensief bij Faldir Chahbari om kickbokser te worden.

## Media
Van der Meijde, die tijdens zijn voetbalcarrière bekendstond om de grappen die hij uithaalde met publiek en tegenstanders, werd na zijn spelersloopbaan actief in de media. Zo was hij onder andere te zien bij Sterren Dansen op het IJs, Jouw vrouw, mijn vrouw VIPS, Sterren Springen en VTBL. Verder was Van der Meijde tijdens het WK Voetbal in Brazilië te zien als scheidsrechter van Veronica's WK in Lingerie.
De grootste bekendheid vergaarde Van der Meijde met zijn eigen realitysoap Andy & Melisa (ca. 2014-2017). Hierin werd het dagelijks leven van de ex-voetballer en zijn familie gevolgd. De series van Andy & Melisa waren zowel bij SBS6 als RTL 5 te zien. Sinds 2016 is Van der Meijde ook succesvol op YouTube met zijn eigen serie Bij Andy in de auto, waarin bekende voetballers, artiesten en Influencers bij hem instappen voor een gesprek. In 2019 nam hij een manager (Danny Membre eigenaar RUMAG) in de arm voor zijn zakelijke begeleiding. Hierna werd onder andere bewerkstelligd dat de voorheen enkel online uitgezonden serie tevens op FOX Sports werd uitgezonden. In 2020 werd de serie genomineerd voor de Televizier-Ster Online-videoserie. Ook werd hij het gezicht van de Nederlandse fastfoodketen New York Pizza en werd hij de nieuwe Koning Toto[dode link]. De Nederlandse sportzender RTL 7 is eigenaar en heeft de rechten van 'Andy in de auto'.
Sinds het tv seizoen 2022/2023 is Van der Meijde een van de vaste gezichten van Talpa TV. Van der Meijde is onder andere vaste gast in de Veronica Inside-opvolger Veronica Offside met Wilfred Genee. Daarnaast is Van der Meijde samen met zijn Veronica Offside collega Wesley Sneijder te zien in het programma Andy VS Wesley: Scoren in de Kelderklasse bij Veronica. De andere Talpa zender SBS6 bracht met de terugkeer van Van der Meijde bij de zendergroep ook hun Reallife soap Andy & Melisa terug op tv dat tot deze comeback op tv doorging als vlog op internet.

## Theater
In 2017 toerde Van der Meijde door Nederland met de theatershow FC De Rebellen, samen met onder anderen oud-voetballers Glenn Helder, John de Wolf en Sjaak Polak. Sinds begin oktober 2018 toert Van der Meijde samen met zijn vrouw rond met hun eigen theatershow Andy & Melisa Live on tour.